# Cuore freddo
Cuore freddo (2003) è il diciassettesimo romanzo giallo dello scrittore statunitense Jonathan Kellerman, che ha come protagonista il dottor Alex Delaware e l'amico detective Milo Sturgis.

## Trama
Dopo gli eventi del libro precedente, Istantanee di morte, Robin e Alex si sono separati. Robin si è trasferita e si è velocemente innamorata di un altro uomo, Tim, un maestro di canto che ha incontrato nel suo tour. Nel frattempo, Alex ha iniziato una relazione seria con una collega psicologa, Allison Gwynn, apparsa per la prima volta in Istantanee di morte. Anche se i due hanno concluso la loro relazione, si tengono comunque in contatto durante il corso del libro, che suggerisce che qualche sentimento non è ancora terminato. Allo stesso tempo, Alex Delaware è coinvolto in un caso in cui alcuni artisti "giovani e emergenti" sono assassinati, alcuni dei quali Alex aveva conosciuto mentre stava con Robin. Verso la fine del romanzo, la relazione tra Alex e Allison sembra irrobustirsi, ma ci sono delle questioni irrisolte tra Alex e Robin che devono ancora essere portate a termine.